# Thomas Pledl
Thomas Pledl (* 23. Mai 1994 in Bischofsmais) ist ein deutscher Fußballspieler.

## Karriere

### Vereine
Pledl spielte in den Jugendmannschaften des SV Bischofsmais und der SpVgg Grün-Weiß Deggendorf, bevor er 2009 in die Jugendabteilung des TSV 1860 München wechselte. Während seiner Ausbildung beim TSV 1860 München lebte er im vereinseigenen Internat und bestand sein Abitur. Er galt bei den „60ern“ als aussichtsreiches Talent – er wurde vornehmlich im Kader der U-23 eingesetzt – und hatte einen Profivertrag in Aussicht, allerdings entschied er sich für einen Wechsel zur SpVgg Greuther Fürth, bei der er 2012 einen bis 2016 datierten Profivertrag unterzeichnete. Kurz nach seinem Abgang vom TSV 1860 München wurde Pledl mit der Fritz-Walter-Medaille ausgezeichnet.
Sein Bundesligadebüt gab Thomas Pledl am 27. November 2012 (14. Spieltag) bei der 0:2-Niederlage im Auswärtsspiel gegen Hannover 96 mit Einwechslung für Felix Klaus in der 72. Minute.
Zur Rückrunde der Saison 2014/15 wechselte Pledl zum Ligakonkurrenten FC Ingolstadt 04. Er unterschrieb einen Vertrag mit einer Laufzeit bis zum 30. Juni 2019.
Im Januar 2016 wurde er bis Juni 2017 an den Zweitligisten SV Sandhausen verliehen.
Zur Saison 2019/20 wechselte Pledl ablösefrei in die Bundesliga zu Fortuna Düsseldorf. Er unterschrieb einen Vertrag mit einer Laufzeit bis zum 30. Juni 2021, der bis zum 30. Juni 2022 verlängert wurde.
Nach einem halben Jahr Vereinslosigkeit wurde er im Januar 2023 vom Drittligisten SV Waldhof Mannheim unter Vertrag genommen.
Zur Saison 2023/24 wechselte er zum MSV Duisburg. Dort unterschrieb er einen bis 2025 gültigen Vertrag. Pledl kam auf 29 Drittligaeinsätze, ehe er sich im Mai 2024 einen Kreuzbandriss zuzog. Am Saisonende stieg der MSV in die Regionalliga West ab, womit sein Vertrag endete.
Im Januar 2025 wurde der vereinslose Pledl erneut vom MSV Duisburg verpflichtet. Am Ende der Saison verließ er den Verein ohne Einsatz.

### Nationalmannschaft
Für die U18-Nationalmannschaft bestritt er acht Länderspiele, erstmals am 9. November 2011 in Bad Neuenahr-Ahrweiler beim 2:1-Sieg über die Auswahl Italiens mit Einwechslung für Sebastian Kerk in der 77. Minute. Sein erstes von zwei Toren erzielte er am 15. Dezember 2011 in Ramat Gan – im Rahmen des Vier-Nationen-Turniers in Israel – beim 2:1-Sieg über die Auswahl Portugals mit dem Treffer zum zwischenzeitlichen 1:0 in der 3. Minute.
Für die U19-Auswahl debütierte er am 14. August 2012 in Falkirk beim 1:0-Erfolg über die gastgebenden Schotten. Sein erstes Tor für diese Auswahlmannschaft erzielte er am 25. März 2013 in Wuppertal beim 2:0-Erfolg über die Auswahl der Ukraine.

## Erfolge
- Deutscher Zweitligameister und Aufstieg in die Bundesliga: 2015 (FC Ingolstadt 04)
- Meister der Regionalliga West 2025 und Aufstieg in die 3. Liga (MSV Duisburg)

## Auszeichnungen
- Fritz-Walter-Medaille in Silber (U18) 2012